# ميكيل روكا
ميكيل روكا (بالكتالونية: Miquel Roca i Junyent)‏ هو محامي ومحامي وسياسي إسباني، ولد في 20 أبريل 1940 في بوردو في فرنسا. حزبياً، نشط في حزب التقارب الديمقراطي في كتالونيا.

## مناصب
- انتخب General secretary of Convergència  [لغات أخرى]‏ (1989 – 1996).
- في الانتخابات العامة الإسبانية 1977 [الإنجليزية]‏، انتخب عضو مجلس النواب الإسباني  [لغات أخرى]‏ عن دائرة Barcelona (Congress of Deputies constituency) [الإنجليزية]‏ خلال فترته النيابية  [لغات أخرى]‏ (1 يوليو 1977 – 2 يناير 1979).
- في الانتخابات العمومية الإسبانية 1993 [الإنجليزية]‏، انتخب عضو مجلس النواب الإسباني  [لغات أخرى]‏ عن دائرة Barcelona (Congress of Deputies constituency) [الإنجليزية]‏ خلال فترته النيابية  [لغات أخرى]‏ (21 يونيو 1993 – 31 يناير 1995).
- في الانتخابات العامة الإسبانية 1989 [الإنجليزية]‏، انتخب عضو مجلس النواب الإسباني  [لغات أخرى]‏ عن دائرة Barcelona (Congress of Deputies constituency) [الإنجليزية]‏ خلال فترته النيابية  [لغات أخرى]‏ (13 نوفمبر 1989 – 29 يونيو 1993).
- في الانتخابات العمومية الإسبانية 1986 [الإنجليزية]‏، انتخب عضو مجلس النواب الإسباني  [لغات أخرى]‏ عن دائرة Barcelona (Congress of Deputies constituency) [الإنجليزية]‏ خلال فترته النيابية  [لغات أخرى]‏ (9 يوليو 1986 – 21 نوفمبر 1989).
- في الانتخابات العمومية الإسبانية 1982 [الإنجليزية]‏، انتخب عضو مجلس النواب الإسباني  [لغات أخرى]‏ عن دائرة Barcelona (Congress of Deputies constituency) [الإنجليزية]‏ خلال فترته النيابية  [لغات أخرى]‏ (11 نوفمبر 1982 – 15 يوليو 1986).
- في الانتخابات العمومية الإسبانية 1979 [الإنجليزية]‏، انتخب عضو مجلس النواب الإسباني  [لغات أخرى]‏ عن دائرة Barcelona (Congress of Deputies constituency) [الإنجليزية]‏ خلال فترته النيابية  [لغات أخرى]‏ (20 مارس 1979 – 18 نوفمبر 1982).
- في 1995 Barcelona City Council election [الإنجليزية]‏، انتخب city councilor of Barcelona  [لغات أخرى]‏ (15 يونيو 1995 – 13 يونيو 1999).

## روابط خارجية
- ميكيل روكا على موقع IMDb (الإنجليزية)
- ميكيل روكا على موقع قاعدة بيانات الفيلم (الإنجليزية)